# Weasels Ripped My Flesh
Weasels Ripped My Flesh album je Franka Zappe i grupe The Mothers of Invention koji izlazi u kolovozu 1970.

Album se inače smatra drugom fazom albuma Burnt Weeny Sandwich. Weasels Ripped My Flesh pisan je uglavnom za osjećajne improvizacije koje najbolje dolaze do izražaja upravo u rocku i jazzu. Na albumu se nalazi 11 pjesama a neke od njih su u live izvedbi. Zappa ih je napisao većinu i producirao.

## Popis pjesama
Strana prva:
1. "Didja Get Any Onya?" (live) – 6:51
2. "Directly from My Heart to You"  – 5:16
3. "Prelude to the Afternoon of a Sexually Aroused Gas Mask" (live) – 3:47
4. "Toads of the Short Forest" – 4:47
5. "Get a Little" (live) – 2:31

Strana druga:
1. "Eric Dolphy Memorial Barbecue" – 6:52
2. "Dwarf Nebula Processional March & Dwarf Nebula" – 2:12
3. "My Guitar Wants to Kill Your Mama" – 3:32
4. "Oh No" – 1:45
5. "The Orange County Lumber Truck" (live) – 3:21
6. "Weasels Ripped My Flesh" (live) – 2:08

## Popis izvođača
- Frank Zappa – prva gitara, vokal
- Jimmy Carl Black – bubnjevi
- Ray Collins – vokal
- Roy Estrada – bas-gitara, vokal
- Bunk Gardner – tenor saksofon
- Lowell George – ritam gitara, vokal
- Don "Sugarcane" Harris – vokal, električna violina
- Don Preston –, elektronski efekti
- Buzz Gardner – truba i rog
- Motorhead Sherwood – bariton saksofon,
- Art Tripp – bubnjevi
- Ian Underwood – alt saksofon